# Новосерково
Новосерково — деревня в Бабаевском районе Вологодской области.
Входит в состав Вепсского национального сельского поселения (с 1 января 2006 года по 13 апреля 2009 года входила в Тимошинское сельское поселение), с точки зрения административно-территориального деления — в Тимошинский сельсовет.
Расположена на правом берегу реки Кьярда. Расстояние по автодороге до районного центра Бабаево составляет 92 км, до центра муниципального образования деревни Тимошино — 2 км. Ближайшие населённые пункты — Мамаево, Новинка, Тимошино.
Население по данным переписи 2002 года — 62 человека (30 мужчин, 32 женщины). Преобладающая национальность — русские (95 %).